# Bactoprenol
Bactoprenol er et lipid syntetiseret af lactobacilli.
Bactoprenolfosfat transporterer NAM og NAG over cellemembranen i syntesen af peptidoglycan. Bacitracin inhiberer denne proces.